# Tempel des Atum (Heliopolis)
Der Tempel des Atum beziehungsweise Haus des Atum (altägyptisch Per Tem) gehörte zum Komplex des Re-Harachte-Tempels in Heliopolis.
Den Doppeltempel des Re-Harachte und des Atum umgab eine Mauer mit 30 m Durchmesser, die ein Areal von 1.000 m × 900 m (0,9 km²) beinhaltete. Vom westlichen Tor der südlichen Hälfte führte eine etwa 500 m lange Sphingenallee zu der westlichen Tempelanlage des Atum.
Jede Sphinx war aus Kalkstein gefertigt und hatte eine Länge von 7 m. Die genaue Lage des Atum-Tempels konnte bislang nicht ermittelt werden. Ebenso bleibt unklar, ob der Atum-Tempel wie der des Re-Harachte auf einem künstlichen Hügel (Hoher Sand) erbaut wurde.